# Ceiba glaziovii
Ceiba glaziovii là một loài thực vật có hoa trong họ Cẩm quỳ. Loài này được (Kuntze) K.Schum. mô tả khoa học đầu tiên năm 1900.